# Russell Springs (Kentucky)
Pour les articles homonymes, voir Russell Springs.
Russell Springs est une ville américaine située dans le comté de Russell, dans le Kentucky. Selon le recensement de 2020, sa population est de 2 715 habitants.